# Danmarksmesterskab
 "DM" omdirigeres hertil. For andre betydninger af DM, se DM (flertydig).
 For alternative betydninger, se Danmarksmesterskab (flertydig). (Se også artikler, som begynder med Danmarksmesterskab)
Et danmarksmesterskab (DM) er en konkurrence eller en turnering, hvor sportsudøvere inden for en bestemt sportsgren kæmper om, hvem der er den eller de bedste i Danmark.
Det er Danmarks Idræts-Forbund, som afgør om et specialforbund kan afholde et officielt DM. Der gælder følgende regler
 for at et forbundsmesterskab kan blive et officielt DM:
- 1. Der skal være tale om et seniormesterskab.
- 2. Sporten skal være udbredt på landsniveau, og der skal have været afholdt forbunds- eller unionsmesterskaber "med et fornødent antal deltagere" tre år i træk. Dvs. mindst fem deltagere i individuelle konkurrencer og mindst tre deltagere i holdkonkurrencer. Et specialforbund kan give dispensation, men ikke for mere end to år i træk.
- 3. Der skal findes internationale mesterskaber inden for sportsgrenen (NM, EM, VM eller OL). Hvis sportsgrenen kun kendes i Danmark kræves der "særdeles stor udbredelse og stabilitet".
- 4. Konkurrencen skal afholdes på højeste nationale niveau.

Hvis et mesterskab ikke opfylder disse betingelser, kan DIF tilbagekalde sin anerkendelse.
Sportsgrene:
- DM i atletik
- DM i basketball
- DM i fodbold
- DM i håndbold
- DM i softball
- DM i svømning
- DM i tennis

Der findes også ikke-sportslige danmarksmesterskaber, for eksempel:
- DM i sprog